# 遠藤紗矢
遠藤 紗矢（えんどう さや、本名：遠藤 信江（えんどう のぶえ）、1973年4月22日 - ）は、日本の元女子プロレスラー。身長165cm、体重68kg、血液型O型。神奈川県横浜市出身。一時リングネームを「サヤ・エンドー」にしていた。

## 経歴・戦歴
1994年
- 8月31日、全日本女子プロレス大阪府立体育会館第2競技場において対渡辺美佐恵戦でデビュー。

1997年
- 1月、全日本女子を退団。後にネオ・レディースに入団。
- 5月、ラス・カチョーラス・オリエンタレス加入を直訴して直後に開催された6人タッグリーグ戦より正式に加入。

2002年
- 9月29日、ラス・カチョーラス・オリエンタレスのデビュー15周年興行で引退セレモニーが行われ、8年間の現役生活を終えた。

## 得意技
- ドラゴン・スープレックス・ホールド